# Цуріков Сергій Анатолійович
Сергі́й Анато́лійович Цу́ріков — майор Збройних сил України.
У серпні 2012 року — авіанавідник-інструктор екіпажу вертольота Мі-24 56-го окремого вертолітного загону ЗС України, миротворча місія в Ліберії.

## Нагороди
31 жовтня 2014 року за особисту мужність і героїзм, виявлені у захисті державного суверенітету та територіальної цілісності України, вірність військовій присязі під час російсько-української війни, відзначений — нагороджений орденом «За мужність» III ступеня.